# Droga wojewódzka 209
Die Droga wojewódzka 209 (DW 209) ist eine polnische Woiwodschaftsstraße, die in den beiden Woiwodschaften Westpommern und Pommern verläuft. In südwestlicher Richtung verbindet sie die Kreisstädte Sławno (Schlawe) und Bytów (Bütow). Gleichzeitig stellt sie ein wichtiges Bindeglied dar zwischen drei Landesstraßen: der DK 6 (= Europastraße 28) Stettin – Köslin ↔ Stolp – Danzig (ehemalige deutsche Reichsstraße 2), der DK 21 Rummelsburg ↔ Stolp, und der DK 20 Stargard – Gdingen (mit der DW 212 ein Teilstück der ehemaligen Reichsstraße 158). Die Gesamtlänge der DW 209 beträgt 61 Kilometer.

## Streckenverlauf
Woiwodschaft Westpommern:
Powiat Sławieński (Kreis Schlawe)
- Warszkowo (Alt Warschow) (→DK 6 = Europastraße 28: Stettin ↔ Danzig)
- Tychowo ((Wendisch) Tychow)

Woiwodschaft Pommern:
Powiat Słupski (Kreis Stolp)
X PKP-Linie Nr. 405: Piła (Schneidemühl) – Szczecinek (Neustettin) – Miastko (Rummelsburg) – Słupsk (Stolp) – Ustka (Stolpmünde) X
X PKP-Linie Nr. 212: Korzybie – Bytów (Bütow) – Lipusz (Lippusch) X
- Korzybie (Zollbrück)
- Barwino (Barvin)
- Barcino (Bartin, Kr. Rummelsburg) (→ DW 208: Wielin (Vellin))

X PKP-Linie Nr. 212 (wie oben)
- Bronowo (Brünnow)

Powiat Bytowski (Kreis Bütow)
- Miszewo (Missow)
- Suchorze (Zuckers) (→ DK 21: Miastko ↔ Słupsk)
- Uliszkowice (Augustfelde)
- Jezierze (Vorwerk Karlshof)
- Kołczygłowy (Alt Kolziglow)

~ Kamienica (Kamenz) ~
- Jutrzenka (Morgenstern)
- Borzytuchom (Borntuchen)
- Świątkowo (Louisenhof)
- Bytów (Bütow) (→ DK 20: Stargard (Stargard in Pommern) – Miastko ↔ Kościerzyna (Berent) – Żukowo (Zuckau) – Gdynia (Gdingen), → DW 212: Osowo Lęborski (Wussow, Kr. Lauenburg) ↔ Lipnica (Liebnitz) – Chojnice (Konitz) – Kamionka (Steinberg) und → DW 228: → Sulęczyno (Sullenschin) – Kartuzy (Karthaus))